# Bitka kod Žumberka
Bitka kod Žumberka (1540. – 1541.) bila je bitka na području Žumberka, vodila se između Osmanlija i uskoka.

## Okolnosti uoči bitke
Osmanlije su prodrle na područje Slavonije, nakon čega su Osmanlije krenule u osvajanje ostalih dijelova Hrvatske. Osmanlije su prelazile područje Žumberka kako bi došli u Sloveniju gdje su imali pljačkaške pohode. Usput su pljačkali i krali na područjima Žumberka. Uskoci koji su živjeli na Žumberku znali su kada će Osmanlije krenuti u nove pljačkaške pohode te su se Uskoci naoružali i pripremili za borbu. Osmanlije koje su krenule iz Bosne predvodio je Atli Beg.

## Bitka
Atli Beg je s grupom od stotinjak Osmanlija krenuo napasti Žumberak. Iznenađeni i nespremni, Osmanlije nisu očekivali napad Uskoka. Osmanlije su poubijali mnogo Uskoka i opljačkali nekoliko sela. Bitka je s prekidima trajala oko godinu dana. Uskoci i nekoliko banskih strijelaca nakon nekog vremena ponovno su napali već oslabljene Osmanlije te su pobili njih i njihovog predvodnika Atli Bega.